# Priorato de Weston
El Priorato de Weston (en inglés: Weston Priory) está formado por una comunidad de monjes benedictinos de Weston (Vermont), en el este de los Estados Unidos. Son especialmente conocidos por las canciones que han contribuido a la difusión del culto católico en los últimos treinta años.
Weston fue fundado por el abad Leo A. Rudloff de la Abadía de la Dormición en Jerusalén en 1953. La comunidad basa su existencia contemplativa en la regla de San Benito y los Evangelios. Se dedican a la paz y la justicia social, en particular en América Latina, y también en el cuidado de la naturaleza. En la década de 1960, comenzaron a escribir su propia música para su uso en la oración comunitaria, una característica central de la vida monástica. Componen toda la música que utilizan cuando rezan el oficio monástico y celebran la liturgia. Su música es conocida en todo el mundo, ya que se ha convertido en la música de adoración litúrgica católica popular.